# 大友進
大友 進（おおとも すすむ、1974年6月18日 - ）は、茨城県多賀郡十王町（現：日立市）出身の元プロ野球選手（外野手、右投左打）、野球指導者、野球評論家。元妻は女優の秋本祐希。

## 経歴
一卵性双生児の兄。日立工高では弟と共に1年秋からレギュラーとなる。1年夏は中堅手と投手を兼任し、2年秋には茨城県大会で準優勝して関東大会に進み、ベスト8で浦和学院に敗れた。3年夏の茨城大会でも準優勝に終わり、甲子園出場はならなかった。その後、兄弟で東京ガスへ進む。外野手となり都市対抗野球には補強を含め2回出場。1995年度ドラフト会議で西武ライオンズから2位指名を受けて入団。

### 西武時代
1996年シーズン後半戦に監督の東尾修に抜擢され、一軍昇格を果たすと62試合出場で打率.301の成績を残し、レギュラーの座を掴む。
1997年シーズンは主に2番打者として活躍、優勝に貢献。盗塁数は自己最多の31盗塁を記録した。
1998年シーズンは、前年に左投手相手に振るわなかったため、春季キャンプでスイッチヒッターに挑戦したが結果が出ず、すぐに左打ちに戻す。この年からは1番打者として活躍し、パリーグ2連覇に貢献。初のゴールデングラブ賞も受賞。
1999年は1月に女優の秋本祐希と結婚。オールスターゲーム第1戦でランニングホームランを達成。2年連続でゴールデングラブ賞を獲得。
2000年シーズンの公式戦で外野フライを追ってフェンスに激突し、右肩を痛めシーズン終盤を棒に振る
。その故障が尾を引き、翌年以降は精彩を欠き、更なる故障が続いたこともあり成績は年々下降。
2003年シーズンはわずか14試合の出場に終わる。
2004年シーズンはプロ入り初の一軍試合出場なしに終わり、この年のシーズンオフに正津英志、宮越徹との交換トレードで玉野宏昌と共に中日ドラゴンズへ移籍。

### 中日時代
単身赴任生活が始まったが、これがきっかけで以前からあった妻とのすれ違いに拍車がかかり、翌年には性格の不一致という理由で7月に離婚するに至った。一方、選手としても移籍で捲土重来を期して臨んだシーズンだったが、守備力の高さを評価されシーズン序盤は出場機会があったものの、わずか18試合の出場にとどまり、打率も.185とかつての力は取り戻せなかった。この年のシーズンオフに戦力外通告を受けた。

### 引退後
苦い思い出ばかりだった野球から離れたい一心でゴルフの指導者を目指していた時期もあったが、2006年、西武時代の先輩の大塚光二が率いる埼玉県の社会人野球クラブチームの一球幸魂倶楽部の選手兼任コーチに就任。
その後は少年野球の指導にあたっており、古巣の西武主催の野球教室の講師、2009年にはNPB12球団ジュニアトーナメントでは西武ライオンズジュニアのコーチを務めたほか、元同僚の三井浩二が主催する入間野球道場でも講師を務めていた。
また2006年にはテレ玉の野球解説者（2018年まで）と東京スポーツの野球評論家に就任した。
2022年、株式会社日本晴れの硬式野球部であるNbuy硬式野球部の監督に就任した。

## 選手としての特徴
広い守備範囲と肩の強さを持ち合わせ、ゴールデングラブ賞を2年連続で受賞している。
高校時代は投手を務めており、サイドスローで抜群の制球力を誇った。

## エピソード
- 高い守備力は投手陣からの信頼が厚く、豊田清が登板前にセンターから順に外野陣に帽子に手をやって挨拶するのは大友の守備に敬意を払っていたからだと言われている。
- 通算18本塁打と長打力があるタイプではなかったが，2002年3月17日に千葉ロッテマリーンズとのオープン戦で3打席連続本塁打を放ったことがある。
- パチンコが好きで、入団時の背番号37について「3と7はラッキーナンバーだから、フィーバーしたい」とパチンコに例えてコメントしていた。
- 引退後も肩の強さは健在で[信頼性要検証]、2024年3月16日に開催されたライオンズのOB戦『LEGEND GAME 2024』に49歳で参加した際、打者走者が御年80歳の土井正博だったとはいえライトゴロに打ち取っている[7]。

## 詳細情報

### 年度別打撃成績
| 年 度     | 球 団     | 試 合 | 打 席 | 打 数 | 得 点 | 安 打 | 二 塁 打 | 三 塁 打 | 本 塁 打 | 塁 打 | 打 点 | 盗 塁 | 盗 塁 死 | 犠 打 | 犠 飛 | 四 球 | 敬 遠 | 死 球 | 三 振 | 併 殺 打 | 打 率 | 出 塁 率 | 長 打 率 | O P S |
| --------- | --------- | ----- | ----- | ----- | ----- | ----- | -------- | -------- | -------- | ----- | ----- | ----- | -------- | ----- | ----- | ----- | ----- | ----- | ----- | -------- | ----- | -------- | -------- | ----- |
| 1996      | 西武      | 62    | 255   | 226   | 33    | 68    | 12       | 3        | 3        | 95    | 19    | 15    | 4        | 12    | 1     | 16    | 0     | 0     | 31    | 3        | .301  | .346     | .420     | .766  |
| 1997      | 西武      | 128   | 550   | 460   | 71    | 128   | 21       | 7        | 5        | 178   | 45    | 31    | 5        | 31    | 2     | 54    | 0     | 2     | 61    | 5        | .278  | .355     | .387     | .742  |
| 1998      | 西武      | 129   | 480   | 394   | 39    | 106   | 10       | 5        | 2        | 132   | 31    | 13    | 8        | 30    | 4     | 51    | 0     | 1     | 50    | 3        | .269  | .351     | .335     | .686  |
| 1999      | 西武      | 130   | 510   | 415   | 52    | 112   | 14       | 4        | 4        | 146   | 26    | 13    | 6        | 26    | 1     | 67    | 0     | 0     | 41    | 8        | .270  | .371     | .352     | .722  |
| 2000      | 西武      | 82    | 289   | 238   | 47    | 58    | 10       | 0        | 2        | 74    | 19    | 4     | 2        | 9     | 0     | 40    | 0     | 2     | 48    | 0        | .244  | .357     | .311     | .668  |
| 2001      | 西武      | 35    | 77    | 64    | 6     | 12    | 5        | 0        | 1        | 20    | 4     | 2     | 1        | 0     | 0     | 12    | 0     | 1     | 14    | 2        | .188  | .325     | .313     | .637  |
| 2002      | 西武      | 64    | 169   | 153   | 15    | 36    | 8        | 1        | 1        | 49    | 10    | 2     | 2        | 7     | 0     | 9     | 0     | 0     | 31    | 0        | .235  | .278     | .320     | .598  |
| 2003      | 西武      | 14    | 31    | 28    | 2     | 3     | 2        | 0        | 0        | 5     | 0     | 0     | 0        | 0     | 0     | 3     | 0     | 0     | 5     | 1        | .107  | .194     | .179     | .372  |
| 2005      | 中日      | 18    | 30    | 27    | 2     | 5     | 0        | 0        | 0        | 5     | 1     | 0     | 0        | 0     | 0     | 3     | 0     | 0     | 6     | 0        | .185  | .267     | .185     | .452  |
| 通算：9年 | 通算：9年 | 662   | 2391  | 2005  | 267   | 528   | 82       | 20       | 18       | 704   | 155   | 80    | 28       | 115   | 8     | 255   | 0     | 6     | 287   | 22       | .263  | .347     | .351     | .698  |

### 年度別守備成績
| 年 度     | 球 団     | 外野  | 外野  | 外野  | 外野  | 外野  | 外野     |
| 年 度     | 球 団     | 試 合 | 刺 殺 | 補 殺 | 失 策 | 併 殺 | 守 備 率 |
| --------- | --------- | ----- | ----- | ----- | ----- | ----- | -------- |
| 1996      | 西武      | 57    | 106   | 1     | 1     | 0     | .991     |
| 1997      | 西武      | 128   | 287   | 9     | 3     | 2     | .990     |
| 1998      | 西武      | 128   | 249   | 6     | 4     | 2     | .985     |
| 1999      | 西武      | 129   | 220   | 3     | 3     | 0     | .987     |
| 2000      | 西武      | 79    | 136   | 2     | 1     | 1     | .933     |
| 2001      | 西武      | 25    | 25    | 0     | 0     | 0     | 1.000    |
| 2002      | 西武      | 61    | 67    | 0     | 0     | 0     | 1.000    |
| 2003      | 西武      | 9     | 5     | 0     | 0     | 0     | 1.000    |
| 2005      | 中日      | 8     | 11    | 1     | 0     | 0     | 1.000    |
| 通算：9年 | 通算：9年 | 624   | 1106  | 22    | 12    | 5     | .989     |

- 太字年はゴールデングラブ賞受賞年

### 表彰
- ゴールデングラブ賞：2回 （外野手部門：1998年、1999年）

### 記録
- オールスターゲーム出場：1回 （1999年）

### 背番号
- 37 （1996年 - 2004年）[8]
- 38 （2005年）

## 関連情報

### 過去の出演番組
- TVSライオンズアワー
- TVSヒットナイター
- 鎌スタラジオ